# Sezona Velikih nagrad 1914
Sezona Velikih nagrad 1914 je bila deveta sezona Velikih nagrad, dirke niso bile povezane v prvenstvo. 

## Velike nagrade

### Grandes Épreuves
| Velika nagrada          | Dirkališče | Datum    | Zmag. dirkač             | Zmag. moštvo | Poročilo |
| ----------------------- | ---------- | -------- | ------------------------ | ------------ | -------- |
| Velika nagrada Francije | Lyon       | 4. julij | Christian Lautenschlager | Mercedes     | Poročilo |

### Ostale Velike nagrade
| Velika nagrada        | Dirkališče       | Datum        | Zmag. dirkač        | Zmag. moštvo | Poročilo |
| --------------------- | ---------------- | ------------ | ------------------- | ------------ | -------- |
| Vanderbilt Cup        | Santa Monica     | 26. februar  | Ralph DePalma       | Mercedes     | Poročilo |
| Velika nagrada ZDA    | Santa Monica     | 28. februar  | Eddie Pullen        | Mercer       | Poročilo |
| Indianapolis 500      | Indianapolis     | 30. maj      | René Thomas         | Delage       | Poročilo |
| Coppa Florio          | Madonie          | 31. maj      | Felice Nazzaro      | Nazzaro      | Poročilo |
| Velika nagrada Rusije | Sankt Petersburg | 31. maj      | Willy Scholl        | Benz         | Poročilo |
| Tourist Trophy        | Isle of Man      | 10-11. junij | Kenelm Lee Guinness | Sunbeam      | Poročilo |
| Elgin National Trophy | Elgin            | 22. avgust   | Ralph DePalma       | Mercedes     | Poročilo |